# Люнг, Аксель
Аксель Люнг (швед. Axel Ljung; 31 марта 1884, Стокгольм — 5 февраля 1938, Стокгольм) — шведский гимнаст и легкоатлет. Чемпион летних Олимпийских игр 1908 по гимнастике.
Финишировал пятым в прыжках в длину стоя на промежуточных Олимпийских играх 1906 года в Афинах. В беге на 100 метров он дошел до полуфинала, а в беге на 110 метров с барьерами выбыл в предварительном раунде.
В 1908 году на Олимпийских играх в Лондоне входил в состав сборной Швеции по гимнастике, завоевавшей золото в командном многоборье. Люнг участвовал только в командном первенстве.
В 1905 и 1908 годах занял второе место в стране в беге на 110 м с барьерами, а 30 августа 1908 года в Осло установил национальный рекорд в этой дисциплине — 16,0 сек.
Аксель Юнг выступал за AIK Solna.